# Rete tranviaria di Seghedino
La rete tranviaria di Seghedino è la rete tranviaria che serve la città ungherese di Seghedino, composta da cinque linee.